# Pseudosimochromis babaulti
Pseudosimochromis babaulti es una especie de peces de la familia Cichlidae en el orden de los Perciformes.

## Morfología
- Los machos pueden llegar alcanzar los 11 cm de longitud total.[1][2]

## Hábitat
Es una especie de clima tropical que vive entre 24 °C-26 °C de temperatura.

## Distribución geográfica
Se encuentra en África: lago Tanganika.